# Odontolytes huebneri
Odontolytes huebneri är en skalbaggsart som beskrevs av Rudolph Petrovitz 1970. Odontolytes huebneri ingår i släktet Odontolytes och familjen Aphodiidae. Inga underarter finns listade i Catalogue of Life.